# AS (DM Command)
AS (ARROW_SCALE)とは、アポロコンピュータ社のコンピュータに搭載されていたウィンドウシステム（ディスプレイマネージャ）で利用できた、制御コマンド『DMコマンド』の一つ。

## 概要
AS コマンドは，矢印キーのスケール・ファクタを設定する。
スケール・ファクタを使用すると，矢印キーの見かけ上の感度を変更したり，ウインドウを移動した後に端を揃えるのに便利である。

## 書式
AS　x y 
引数が指定されない場合，以下に示すデフォルトの移動幅が使用される。

・x（省略可） 
水平のスケール・ファクタをラスタ単位（整数）で指定する。
この値は 0 ～ 1023の範囲になけらばならない。（但し，縦型ディスプレイでは，この方向には 800ラスタ単位までのみ表示されることに注意。） 1 インチは約 100 ラスタ単位である。
デフォルトの水平移動幅は，カーソルの下にある文字の幅である。カーソルが文字の上にない場合， DM は最後のウインドウのスペースの幅を用いる。
‘x’に 0 を指定すると，デフォルトを用いることを示す。
省略時デフォルト： 0

・y（省略可） 

垂直方向のスケール・ファクタをラスタ単位（整数）で指定する。
この値は 0 ～ 1023 の範囲になけらばならない．（ただし，横型ディスプレイでは，この方向には 800 ラスタ単位までのみ表示されることに注意．）デフォルト の垂直移動幅は，最後のウインドウの一行の高さである。
‘y’に 0 を指定することは，デフォルトを用いることを示す。
省略時デフォルト：現在の y の値を変更しない。